# José Reyes Baeza Terrazas
Pour les articles homonymes, voir Baeza (homonymie), José Reyes et Reyes.
José Reyes Baeza Terrazas (Delicias, Chihuahua, 1961) est un homme politique et avocat du Mexique du Parti révolutionnaire institutionnel, fut le gouverneur de l'État du Chihuahua,.